# Валерія Масса
Вале́рія Раке́ль Ма́сса (ісп. Valeria Raquel Mazza, *17 лютого 1972) — аргентинська топ-модель і громадський діяч.

## Біографія
Валерія Масса народилася 17 лютого 1972 року в аргентинському місті Росаріо. У віці 13 років почала як волонтер співпрацювати з фундацією Special Olympics, яка займається питаннями організації спортивних заходів для осіб з розумовими відхиленнями. Кар'єру подіумної моделі розпочала у 14 років у місті Парана, де  зростала. У 17 років переїхала до Буенос-Айреса, де почала вивчати трудотерапію розумово відсталих і працювати моделлю. Згодом навчання Валерії довелося полишити.
З 1992 року Валерія жила і працювала у США і Європі, де отримала міжнародне визнання. Вона співпрацювала з такими дизайнерами як Джанні Версаче, Джорджо Армані, Джанфранко Ферре, Dolce & Gabbana, Діор, Valentino, Роберто Каваллі. Її фото побувало на обкладинках більш ніж 350 журналів, зокрема Sports Illustrated, Glamour, Cosmopolitan, Vogue, Elle. Валерія знімалася у рекламних кампаніях фірм Guess, Escada, Chanel, Swatch, Pepsi, Versace та багатьох інших.
1996 року англійський часопис Sunday Times і іспанський El Mundo включили її до списку 100 найвпливовіших жінок XX століття.
1998 року Масса вийшла за підприємця Алехандро Грав'єра. Валерія народила своєму чоловіку трьох синів (Бальтасара, Тиціано і Бенісіо) і доньку Таїну.
Також Валерія Масса працювала ведучою на іспанському, італійському й аргентинському телебаченні, знялася у кількох кінофільмах. Крім того, Масса вела власну колонку у часописі Viva.
Коли кар'єра моделі пішла на спад Валерія Масса створила власну лінію косметики VM Beauty, продукція якої продається в Аргентині, Іспанії, Італії, ФРН і США. Паралельно вона продовжила займатися громадською діяльністю і доброчинністю: допомогою розумово відсталим, хворим дітям, співпрацювала з параолімпійським комітетом і організацією борців проти анорексії.